# Paolo Spagnoletti
Paolo Spagnoletti (Cremona, (Itàlia), 1768 - Londres, (Regne Unit), 1834) fou un violinista i director d'orquestra italià.
El seu nom verdader era Paolo Diana, però des del seu establiment a Londres, on i anà de jovenet, fou conegut per Spagnoletti, potser perquè a la seva petita estatura unia la circumstància de la seva ascendència espanyola. Malgrat que com a virtuós del violí aconseguí assenyalar-se entre els millors de la seva època, el seu principal renom l'adquirí com a director d'òpera i concerts. Dirigí l'orquestra del King's Theatre, de Londres, durant trenta anys.